# Aulbach (Ahr)
Der Aulbach ist ein orographisch linker Zufluss der Ahr auf der Gemarkung der Gemeinde Blankenheim im nordrhein-westfälischen Kreis Euskirchen. 

## Geographie

### Verlauf
Der Aulbach entspringt rund zwei Kilometer östlich des Blankenheimer Ortsteils Lommersdorf und damit unmittelbar an der Grenze zu Rheinland-Pfalz. Er verläuft vorzugsweise in südsüdwestlicher Richtung durch das Naturschutzgebiet Westliches Ahrgebiet und nimmt dabei Wasser aus dem ihm umgebenden Waldgebiet auf. Nach rund 3,5 km Länge fließt von Westen ein unbenannter Zufluss zu und entwässert schließlich nach weiteren rund 780 m südöstlich des Blankenheimer Ortsteils Ahrhütte in die Ahr.

### Zuflüsse
- Kreuzseifen (rechts), 0,4 km[3]
- Bongartsseifen (rechts), 1,2 km